# 1593 w polityce
Wydarzenia polityczne w 1593 roku.

## Zmarli
- 13 stycznia Szymon Budny, polski i białoruski działacz reformacyjny[1].